# 国家与社会的关系
国家与社会的关系是研究中最基本的问题之一，是政治学研究的一个基本前提。

## 模式
美国学者莱斯利·里普森将国家与社会的关系分为两种模式：
- 一元主义模式：如古希腊的城邦国家，绝对主义国家
- 有限国家模式：如中世纪的教会统治，守夜人国家

里普森同时认为1914年以后的西方国家属于一元主义模式，但是国家占优势的同时又对它充满了抵制。
中国学者对国家与社会的关系有不同程度的解读。有的将之简化为一元结构、二元结构、和多元结构三种模式；有的则分为早发内生型国家的封建主义模式、共和主义模式、绝对主义模式、宪政主义模式和后发外生型国家的独裁主义模式、平民主义模式、威权主义模式、民主主义模式。

## 历史演进[3]
人类自产生阶级和社会阶层以来，国家与社会的关系就一直在调整。古希腊时期国家生活与社会生活代表了不同的德性等级，认为国家生活是对社会生活的超越。国家生活追求的是共同的善，从事政治是公民的义务；而社会生活是为了满足人类的生存需求。柏拉图将只有社会生活而没有国家生活的城邦称为“猪的城邦”。
欧洲中世纪的国家与社会关系是一种有限国家模式。国家政权与基督教二元对立，教会具有较大的独立性。国家对社会的控制能力较弱，社会生活主要由封建领主控制，而不是王权控制。启蒙运动之后，欧洲向绝对主义国家过渡，君主建立了中央集权制，国家积极干预社会经济发展。1776年美国建国后，绝对主义国家逐渐没落。
随着民族国家的形成，市民社会与国家政权开始分离，市民社会从受国家政权庇护独立为受法律保护的自治领域。进一步地，为了防止国家权力对私人利益的侵犯，市民社会对国家政权提出了权力和权利要求。在此基础上，形成了宪政体制。国家也采取放任主义政策，保障自由市场经济。国家成为了守夜人国家。二战后，福利国家的形成重新塑造了国家与社会的一体化。国家积极干预社会经济，对宏观经济进行管理，并为社会提供福利。国家对社会的控制无微不至。但同时公民社会对国家充满了反抗意识，并且试图对国家进行大众化控制，从而形成了国家与社会相互渗透的一体化格局。
1990年代以来，为了加强分立的国家与社会的合作，以美国克林顿政府为代表，开始了政府与市场合作的“第三条道路”尝试，试图在自由放任和政府独占之间取得平衡。

## 国家与市民社会
根据当代政治学中的市民社会概念，社会活动分为公共领域和私人领域两部分。公共领域就是国家；私人领域就是个人生活和个人交往的市民社会，包括了经济贸易以及言论，结社等社会关系。
哈贝马斯认为国家与市民社会是一种三重结构，社会生活可以分为：
- 私人领域：商业，劳动等生产领域以及家庭组成的市民社会
- 公共舆论领域（也称为资产阶级公共领域）：由非政府组织和非经济组织自愿组成，包括教会、文化学术团体、传媒、政党、工会等，具有维护私人利益的特点。国家权力通过公共舆论领域获得合法性，民众也通过公共舆论领域挑战国家权力的合法性
  - 文学公共领域：具有非政治性，以咖啡馆，沙龙等作为文化载体
  - 政治公共领域：衍生自文学公共领域，通过公共舆论对国家和市民社会的关系进行调节。
- 公共权力领域：即国家